# Synema jocosum
Synema jocosum là một loài nhện trong họ Thomisidae.
Loài này thuộc chi Synema. Synema jocosum được Richard C. Banks miêu tả năm 1929.